# Layered Process Audit
Layered Process Audit (LPA) ist ein Werkzeug zur konsequenten Umsetzung von Prozessstandards und erreicht dadurch eine Verbesserung der Qualität und Qualitätssicherung der Prozesse. Diese Art der Audits wird von der Automotive Industry Action Group (AIAG) offiziell als Prozessaudit anerkannt. Die AIAG hat im Januar 2014 die zweite Version (2. edition) des Bandes CQI-8 mit dem Titel "Layered Process Audit Guideline" veröffentlicht. In den USA wird LPA bereits von einigen großen Automobilherstellern und Lieferanten gefordert und wird immer häufiger auch von deutschen Unternehmen umgesetzt.

## Geschichte
Vor dem Jahr 2000 finden sich in der Literatur und im Internet keine Hinweise auf den Begriff Layered Process Audit (LPA). Die erste bekannte Anwendung von LPA fand in Kokomo, Indiana in einem Werk zur Herstellung von Getrieben der DaimlerChrysler, LLC statt. Es wird vermutet, dass DaimlerChrysler die Idee zur Umsetzung von LPA über Toyota bekam.
Tom Lasorda, ehemaliger CEO und Präsident der Chrysler Group und heute CEO von Fisker Automotive, übernahm einen Ansatz von Toyota und entwickelte das heutige Layered Process Audit.  Zum Einsatz gekommen ist LPA das erste Mal in Kokomo, Indiana in einem Werk zur Produktion von Antriebssträngen.

## Funktionsweise
LPA stellt vereinfacht eine Kette von einfachen Überprüfungen durch Checklisten dar, die durch die direkte Auditierung, Auswertung und Gespräche am Arbeitsplatz sicherstellen, dass die entscheidenden Arbeitsschritte zuverlässig ausgeführt werden. Die Durchführung und Ergebnisse der Audits werden vor Ort durch eine entsprechende Visualisierung für alle sichtbar und transparent gemacht.
Die LPAs sollten von den unterschiedlichen Führungsebenen (Layern) und anderen Führungskräften nach einem genauen Zeitplan durchgeführt werden. Das garantiert, dass jeder Prozess aus verschiedenen Sichtweisen und von unterschiedlichen Führungsebenen betrachtet wird. Gut entwickelte LPAs helfen dabei, menschliche Fehler zu eliminieren, fähige Prozessstandards zu schaffen und stellen sicher, dass Teile und Produkte hergestellt werden, die nicht nachgearbeitet werden müssen.
Da die Überprüfungen meist täglich oder in einer anderen Frequenz wiederholt und von allen Führungsebenen durchgeführt werden, ist es sehr wahrscheinlich, dass Prozessfehler oder deren Ursachen früh gefunden werden. Wenn die LPA-Checklisten auf die tatsächlichen Herausforderungen des Prozesses und nicht nur auf die Anforderungen des Kunden ausgerichtet  worden sind, wird LPA eigenständig Prozessabweichungen minimieren und der Prozess sichere Ergebnisse liefern.

## Nutzen
- Systematische Erkennung von Ursachen, die eine Umsetzung der Standards verhindern
- für die Führungskräfte und Mitarbeiter entsteht ein größeres Prozessverständnis und Klarheit über die wichtigen Standards oder Regeln
- Mitarbeiter entwickeln mehr Verantwortungsbewusstsein für die Umsetzung und Verbesserung von Prozessen
- Führungskräfte nehmen ihre Verantwortung und Führungsaufgaben stärker wahr
- der Fokus in der Ursachenanalyse schwenkt von den Menschen auf die Organisation, Führung oder Prozesse über
- betroffene Mitarbeiter beteiligen sich aktiv am Finden von Lösungs- und Verbesserungsvorschlägen
- durch die Formulierung der Prüfpunkte für die LPA-Checklisten werden die geforderten Standards eindeutig definiert und ggf. auf weitere Vorgabedokumente verwiesen
- andere interne Audits, die den Standard überprüfen, können durch LPA teilweise ersetzt und die benötigten Aufwände reduziert werden

## Ablauf
Die Auditoren eines jeden Layers überprüfen in festen zeitlichen Abständen mit Hilfe von Checklisten die vereinbarten Prozessstandards. Gefundene Abweichungen werden gegebenenfalls sofort korrigiert oder auch die entsprechenden Maßnahmen eingeleitet. Die Durchführung und Ergebnisse aus den Audits werden vor Ort durch entsprechende Visualisierungen für alle sichtbar und transparent gemacht.